# 新両羽橋
新両羽橋（しんりょううばし）は、国道7号の山形県酒田市の最上川に架かる橋長約723メートル (m)の道路橋である。

## 概要
1894年（明治27年）、木造橋として初代の橋が架設。工事費の一部はワッパ騒動の際の返還金が充てられた。その後、橋の老朽化や自動車交通時代の到来に伴い1936年（昭和11年）、鋼鉄製で全長714 mの二代目の橋が完成。完成当時、東北地方で最長、全国でも6位の長さであった。
1991年（平成3年）、4車線の現在の橋が完成した。
橋の両端にある親柱には、酒田市のシンボル「獅子頭」がかたどられている。